# Meizhu, Anhui
Meizhu (kinesiska: 梅渚) är en köping i östra Kina. Den ligger i Langxi härad i staden Xuancheng i provinsen Anhui, omkring 190 kilometer öster om provinshuvudstaden Hefei. Antalet invånare är 24 680. Befolkningen består av 12 110 kvinnor och 12 570 män. Barn under 15 år utgör 15,0 %, vuxna 15-64 år 74 %, och äldre över 65 år 10,0 %.